# Brycinus macrolepidotus
Brycinus macrolepidotus är en fiskart som beskrevs av Valenciennes, 1850. Brycinus macrolepidotus ingår i släktet Brycinus och familjen Alestidae. IUCN kategoriserar arten globalt som livskraftig. Inga underarter finns listade.